# Hilara japonica
Hilara japonica är en tvåvingeart som först beskrevs av Frey 1952.  Hilara japonica ingår i släktet Hilara och familjen dansflugor. Inga underarter finns listade i Catalogue of Life.